# پتار راداکوویچ
پتار راداکوویچ (کرواتی: Petar Radaković؛ ۲۲ فوریهٔ ۱۹۳۷ – ۱ نوامبر ۱۹۶۶) بازیکن فوتبال اهل یوگسلاوی بود.
از باشگاه‌هایی که در آن بازی کرده‌است می‌توان به باشگاه فوتبال رییکا اشاره کرد.
وی همچنین در تیم‌های ملی فوتبال یوگسلاوی، و یوگسلاوی، بازی کرده‌است.